# 免治 (澳門食品)

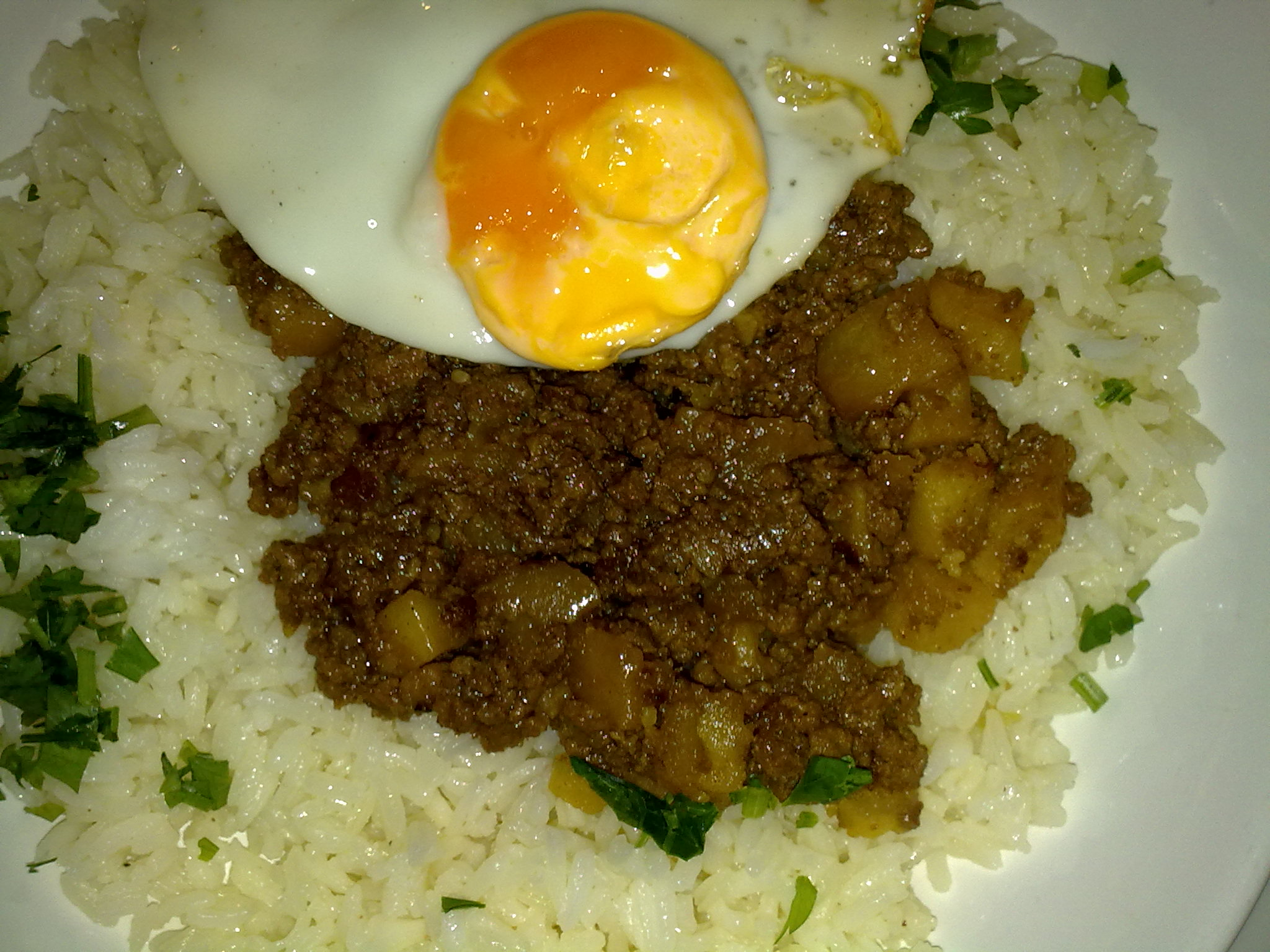
有洋蔥、馬鈴薯的免治，跟太陽蛋和白飯。

免治（粵拼︰min1 zi6），是一种以绞肉或碎肉制作而成的澳门菜肴，是澳门土生葡菜的代表之一，英文世界甚至稱之為「the national dish of Macau」。这种菜肴通常由牛肉或猪肉制作，多數會加入切粒的油炸馬鈴薯，并会加入少量糖蜜和酱油调味，也有人會加入洋蔥等材料後附上一隻太陽蛋，質地為乾身。免治也可以和炒鸡蛋搭配，称为“免治炒蛋”。免治一词来自英文的 Minced，有剁碎的意思。近年也有人嘗試用素肉（如新豬肉）製作免治。